# Radan (munte)
Radan (în sârbă Радан) este un munte aflat în sudul Serbiei, la 33 km de orașul Kuršumlija. Cel mai înalt vârf al său, Šopot, are o altitudine de 1.408 metri deasupra nivelului mării.
Radan separă văile râurilor Toplica și Jablanica. Este bine acoperit cu păduri de foioase care sunt veșnic verzi.
Cel mai cunoscut loc pitoresc al muntelui Radan este Turnul Diavolului – o formațiune stâncoasă ciudată formată din sute de stâlpi asemănători ciupercilor, situați pe versanții săi sudici. În apropierea Turnului Diavolului se află ruinele Ivanova kula – o fortificație construită deasupra unui guri vulcanice. Tradiția populară leagă micul turn situat acolo de Ivan Kosančić, un comandant militar medieval. Iustiniana Prima (Caričin grad, Castelul împărătesei), un oraș bizantin din secolul al VI-lea, se găsește la sud-est de munte, lângă Lebane.
În vara anului 2010, Radan a atras atenția mass-mediei datorită unui așa-zis "deal magnetic" situat pe un drum din apropierea satului Ivanje. După articolele senzaționaliste inițiale despre "antigravitație", s-a dovedit curând că totul este doar o iluzie optică. Cu toate acestea, dealul este considerat ca o atracție turistică.

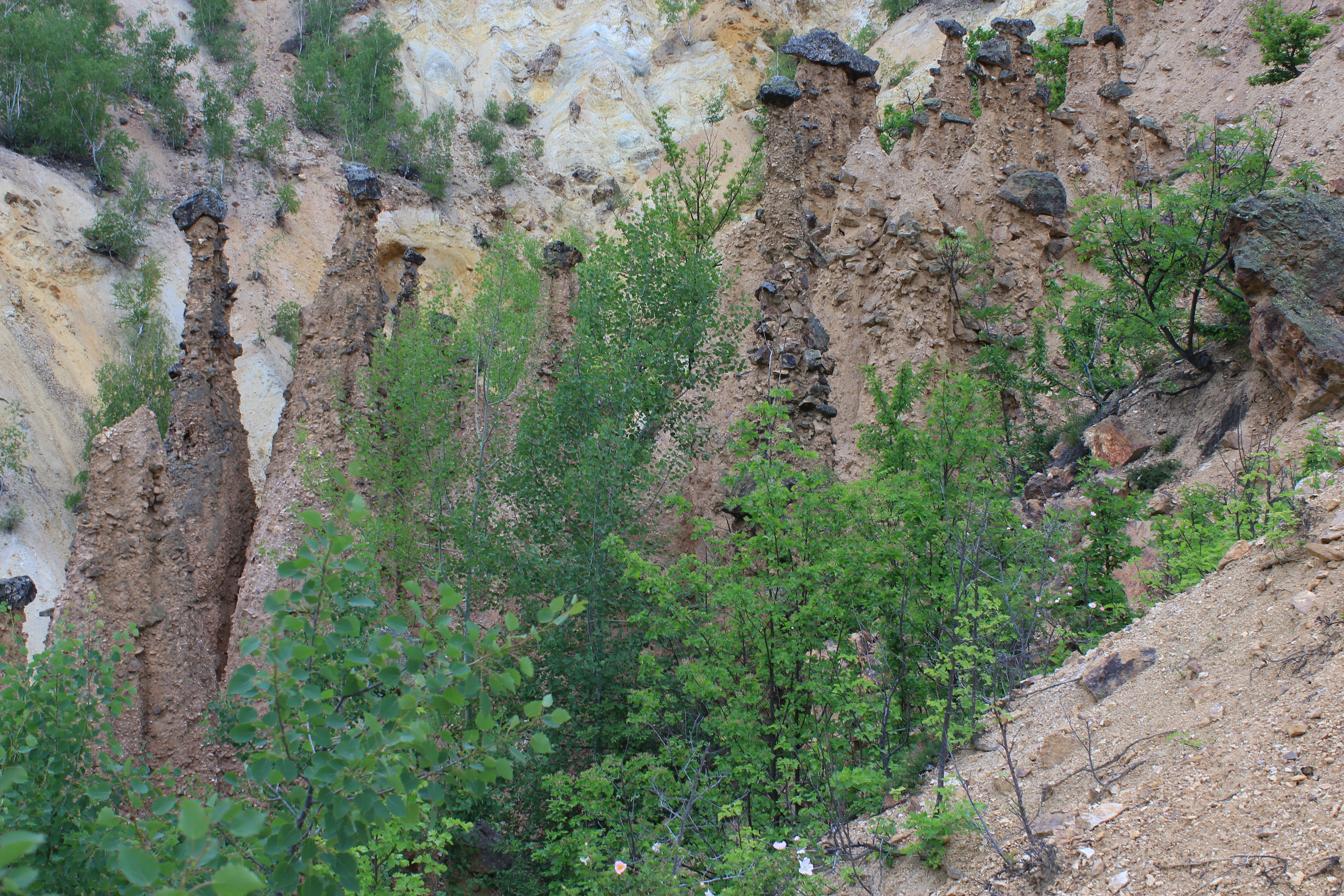
Muntele Radan

## Parc natural
În octombrie 2017, guvernul a plasat o parte a muntelui sub protecție, ca Parcul Natural Radan, citând diversitatea sa geologică, biologică și peisagistică. Se întinde pe suprafața a patru comune, Bojnik, Medveđa, Prokuplje și Kuršumlija, și acoperă o suprafață de 41.312,66 ha (102.085,8 acri). Declarată „arie protejată de importanță excepțională” (categoria I IUCN), este împărțit în trei niveluri de protecție, cel mai înalt nivel (I) ocupând 1.077,52 ha (2.662,6 acri) sau 2,61% din suprafața totală. Cu toate că este cea mai cunoscută caracteristică de pe munte, Turnul Diavolului nu este inclus în parcul natural nou format, cu toate că a fost declarat anterior un geoparc de sine stătător.